# Błędów (gmina)
Pour les articles homonymes, voir Błędów.

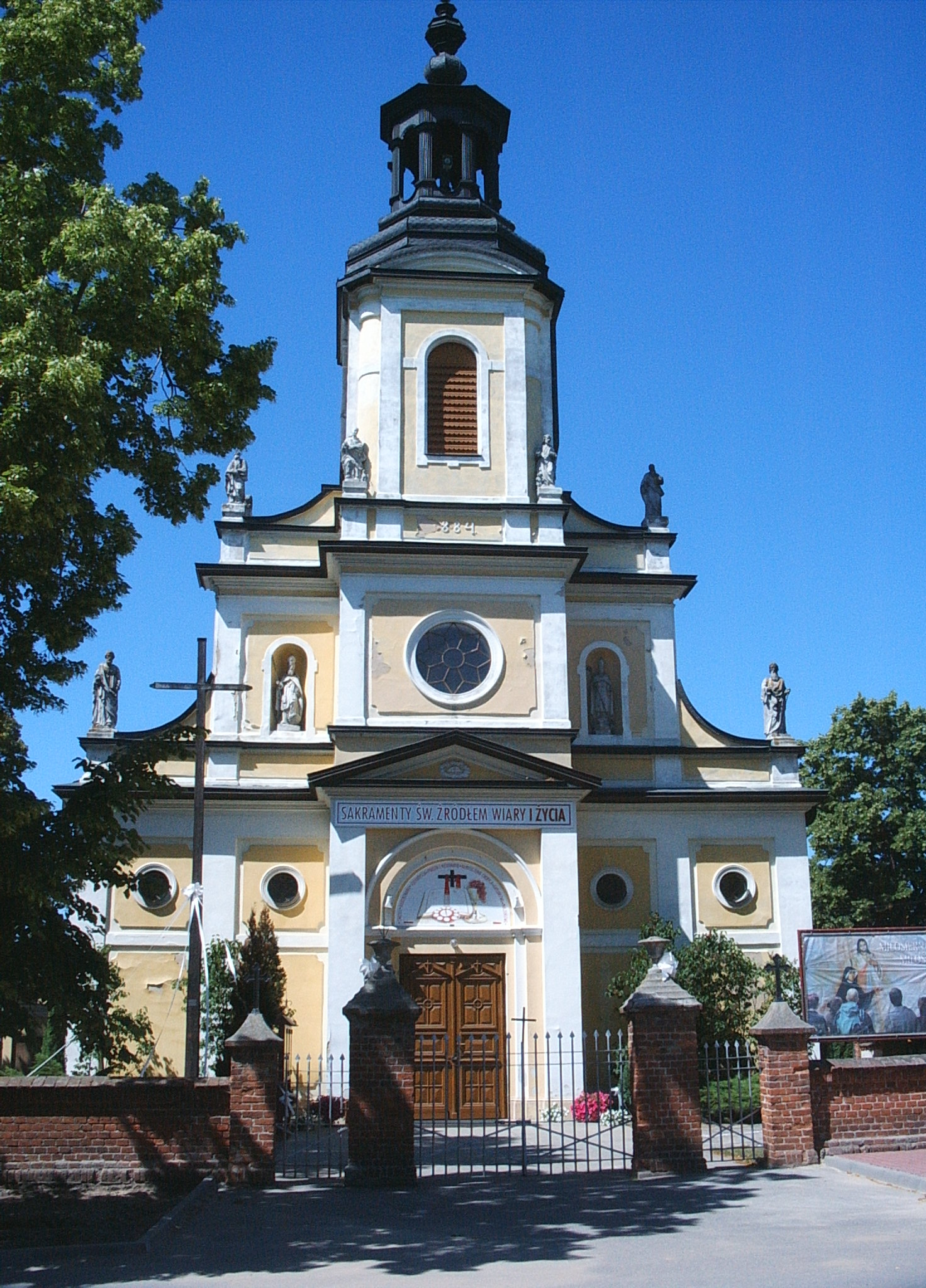
Église de Błędów, powiat de Grójec, voïvodie de Mazovie

Błędów est une gmina rurale (gmina wiejska) du powiat de Grójec dans la Voïvodie de Mazovie, dans le centre-est de la Pologne.
Son siège administratif est le village de Błędów, qui se situe environ 16 kilomètres au sud-ouest de Grójec (siège de la powiat) et 53 kilomètres au sud-ouest de Varsovie (capitale de la Pologne).
La gmina couvre une superficie de 135,23 km2 pour une population de 7 905 habitants en 2006.

## Histoire
De 1975 à 1998, la gmina est attachée administrativement à la voïvodie de Radom. Depuis 1999, elle fait partie de la voïvodie de Mazovie.

## Géographie
La gmina inclut les villages et les localités de :
- Annopol
- Bielany
- Błędów
- Błędów Nowy
- Błogosław
- Bolesławiec Leśny
- Borzęcin
- Bronisławów
- Cesinów-Las
- Czesławin
- Dąbrówka Nowa
- Dąbrówka Stara
- Dańków
- Fabianów
- Głudna
- Golianki
- Goliany
- Gołosze
- Huta Błędowska
- Ignaców
- Jadwigów
- Jakubów
- Janki
- Julianów
- Kacperówka
- Katarzynów
- Kazimierki
- Łaszczyn
- Lipie
- Machnatka
- Machnatka-Parcela
- Oleśnik
- Pelinów
- Potencjonów
- Roztworów
- Sadurki
- Śmiechówek
- Tomczyce
- Trzylatków Duży
- Trzylatków Mały
- Trzylatków-Parcela
- Wilcze Średnie
- Wilhelmów
- Wilkonice
- Wilków Drugi
- Wilków Pierwszy
- Wólka Dańkowska
- Wólka Gołoska
- Wólka Kurdybanowska
- Zalesie
- Załuski
- Ziemięcin
- Zofiówka

### Gminy voisines
La gmina de Błędów est voisine des gminy suivantes :
- Belsk Duży
- Biała Rawska
- Mogielnica
- Mszczonów
- Pniewy
- Sadkowice

## Structure du terrain
D'après les données de 2002, la superficie de la commune de Błędów est de 135.23 km², répartis comme tel :
- terres agricoles : 90 %
- forêts : 5 %

La surface de la gmina représente 9,78 % de la powiat

## Démographie
Données du 1er juin 2010 :
| description        | Total  | Total | Femmes | Femmes | Hommes | Hommes |
| ------------------ | ------ | ----- | ------ | ------ | ------ | ------ |
| Unité              | Nombre | %     | Nombre | %      | Nombre | %      |
| population         | 7 768  | 100   | 3 909  | 50,3   | 3 859  | 49,7   |
| Densité (hab./km²) | 58,9   | 58,9  | 28,9   | 28,9   | 28,5   | 28,5   |